# Église Saint-Georges d'Ispahan
Pour les articles homonymes, voir Église Saint-Georges.
 (janvier 2024).
Cette église Saint-Georges (autre nom : église Gharib) est une église apostolique arménienne située dans le quartier arménien d'Ispahan, appelé la Nouvelle-Djoulfa. Elle est la deuxième plus vieille église d'Ispahan après l'église Hakoup, qui est située à l'intérieur de l'église Sainte-Marie.
L'intérieur de l'église Saint-Georges est très simple et il y a seulement une peinture ancienne dans l'abside. Néanmoins, l'église est importante pour son annexe, qui contient 13 pierres, que les Arméniens ont apportées avec eux de la cathédrale Sainte-Etchmiadzin, quand ils ont émigré d'Arménie à Ispahan. Du fait de ces pierres, l'église Saint-Georges est un des lieux les plus saints de la Nouvelle-Djoulfa pour les Arméniens.